# Synallaxis cherriei
A Synallaxis cherriei a madarak (Aves) osztályának verébalakúak (Passeriformes) rendjébe és a fazekasmadár-félék (Tyrannidae) családjába tartozó faj.

## Rendszerezése
A fajt Nils Carl Gustaf Fersen Gyldenstolpe svéd ornitológus írta le 1930-ban.

## Alfajai
- Synallaxis cherriei cherriei Gyldenstolpe, 1930
- Synallaxis cherriei napoensis Gyldenstolpe, 1930
- Synallaxis cherriei saturata Carriker, 1934[2]

## Előfordulása
Dél-Amerikán, Brazília, Ecuador, Kolumbia és Peru területén honos. Természetes élőhelyei a szubtrópusi vagy trópusi síkvidéki esőerdők. Állandó, nem vonuló faj.

## Megjelenése
Testhossza 14 centiméter, testtömege 15-17 gramm.

## Életmódja
Ízeltlábúakkal táplálkozik.

## Természetvédelmi helyzete
Az elterjedési területe még nagyon nagy, de gyorsan csökken, egyedszáma is mérsékelten csökken az emberi beavatkozás miatt. A Természetvédelmi Világszövetség Vörös listáján mérsékelten fenyegetett fajként szerepel.